# Текийе в селе Ханега
Текийе в селе Ханега, или Ханега на реке Алинджачай (азерб. Xanəgah türbəsi) — текийе (ханака) эпохи XIII—XV вв., расположенное в селе Ханега Джульфинского района Азербайджана. Расположен комплекс на реке Алинджачай на небольшой площадке склона горы Алинджа.

## Архитектура
Построена текийе из обожженных кирпичей размером 20 × 20 × 5 см. Первый мавзолей представляет собой портально-купольное сооружение. Нижняя часть здания имеет форму куба, а верхняя — восьмигранника. С помощью же скошенных углов осуществляется переход от куба к восьмиграннику. Восьмигранная часть мавзолея в свою очередь состоит из двух частей: нижней — несколько большего размера и верхней — значительно меньшей (верхняя часть сдвинута под некоторым углом к нижней).
Дверной проём представляет собой прямоугольную раму, состоящую из богато орнаментированных полок обрамления. Над самым входом расположена вырезанная по гипсу трёхстрочная надпись, сообщающая датировку памятника — XIII век.
В плане мавзолей почти правильный квадрат со стороной, равной в среднем 5,5 м. Путём устройства в углах сталактитовых тромпов с тремя ярусами ячеек осуществлён переход от квадратного плана к куполу. Тромпы же создают переход к восьмиграннику, который с помощью являющихся продолжением верхнего яруса сталактитов декоративных ниш переходит к шестнадцатиугольнику.
К порталу этого мавзолея в XV веке был пристроен второй мавзолей. В южной стене этого мавзолея расположен михраб, под которым помещается надпись с датой возведения здания — 1495 год.

## В культуре
В 2008 году в оборот была введена почтовая марка Азербайджана стоимостью 10 коп. с изображением ханаки.

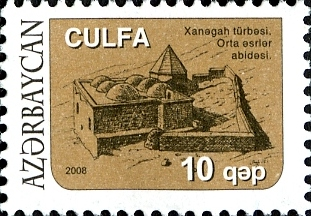
Почтовая марка Азербайджана, 2008